# قنیته جلیل
قنیته جلیل (انگلیسی: Qanita Jalil؛ زادهٔ ۲۱ مارس ۱۹۸۲) بازیکن کریکت زن اهل پاکستان است.